# Schlacht bei Sandfontein
1914

Maritz-Rebellion – Naulila – Sandfontein
1915

Kakamas – Trekkopje – Sam Khubis – Otavifontein
Die Schlacht bei Sandfontein war ein Gefecht zwischen deutschen Truppen und einer Koalition aus südafrikanischen sowie britischen Einheiten, welche sich während des Ersten Weltkrieges zwischen dem 26. und 29. September 1914 in Deutsch-Südwestafrika, dem heutigen Namibia, zutrug.

## Hintergrund

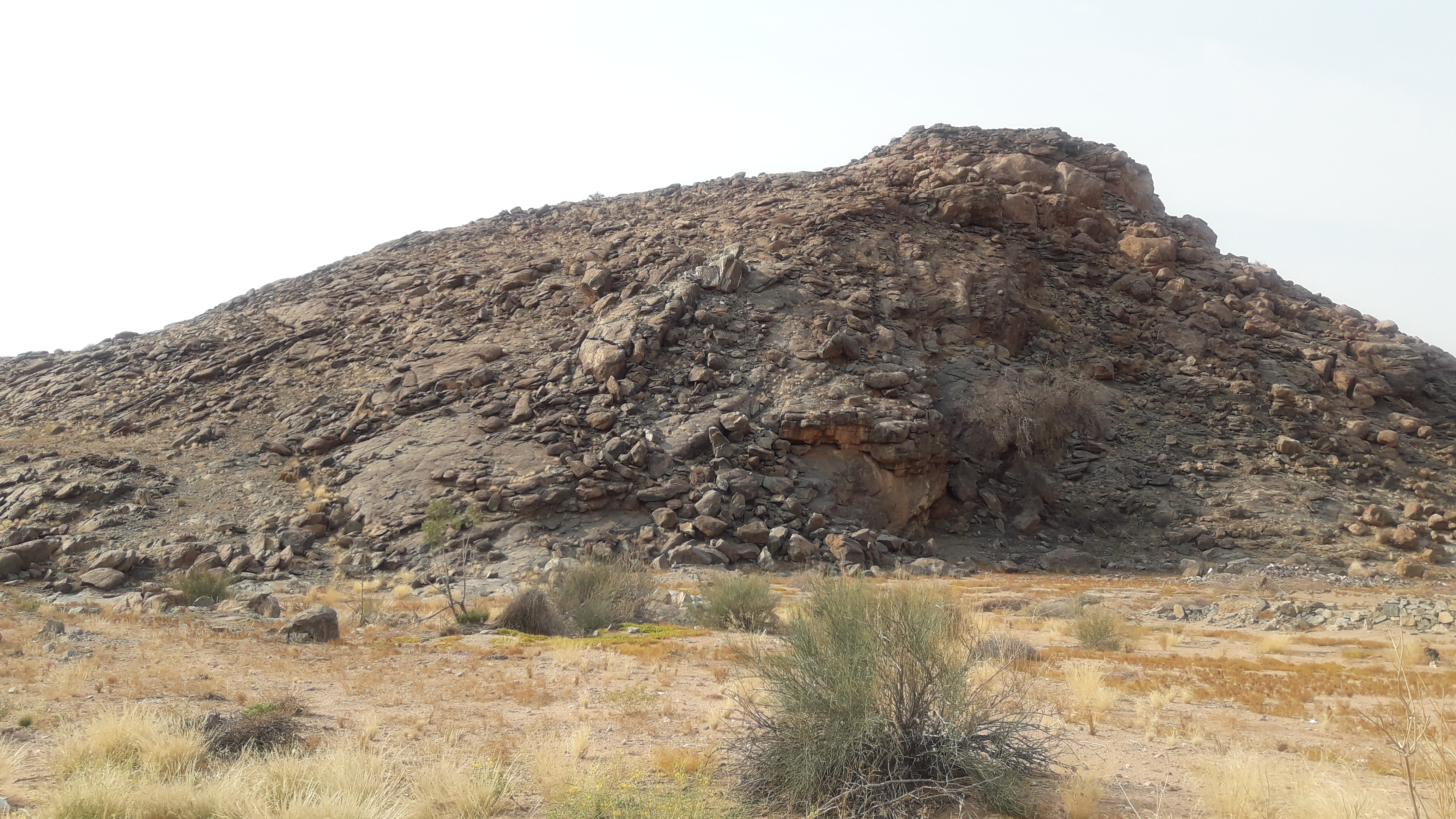
Historisches Schlachtgebiet auf Sandfontein (2022)

Obwohl die Schutztruppe für Deutsch-Südwestafrika im Angesicht der gegnerischen Übermacht bereits im Jahr 1915 gegenüber den Südafrikanern kapitulieren musste, war das Kriegsjahr 1914 noch von zahlreichen deutschen Siegen gekennzeichnet. Ihren bedeutendsten Erfolg erzielte die Schutztruppe dabei in der Schlacht bei Sandfontein.
Weil in Deutsch-Südwestafrika aufgrund des dortigen Klimas eine stetige Wasserknappheit herrschte, war Farm Sandfontein (28° 42′ 7″ S, 18° 33′ 7,3″ O), wo es Wasserquellen gab, ein strategisch wichtiger Ort.
Als die südafrikanisch-britische Koalition Mitte September 1914 den Oranje auf breiter Front überschritten hatte und zum Teil ganze 20 km auf deutsches Gebiet vorgedrungen war, zog die Schutztruppe in kurzer Zeit alle in dieser Region zur Verfügung stehenden Einheiten zusammen, um einen Gegenangriff starten zu können. Am 24. September kam der Befehl zum Angriff und vom 26. bis 29. September 1914 kam es infolgedessen zur Schlacht bei Sandfontein.

## Verlauf

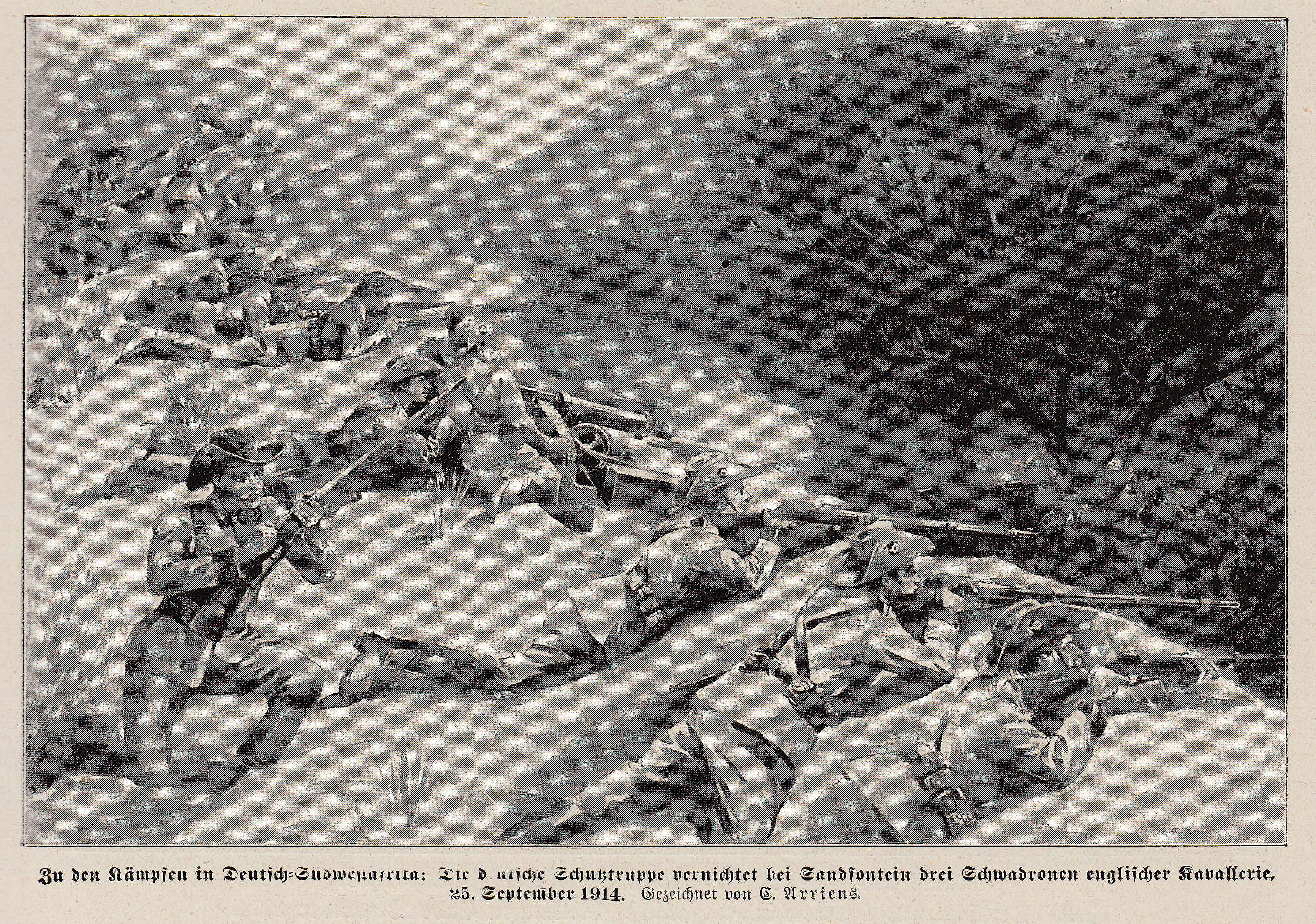
Die deutsche Schutztruppe vernichtet bei Sandfontein drei Schwadronen englischer Kavallerie, 25. September 1914 (Zeichnung von Carl Arriens).

Zur militärischen Konfrontation der Südafrikaner und Briten näherte sich das I. Feldbataillon der Schutztruppe unter Major Emil von Rappard dem Gegner von Süden her, während sich das II. Feldbataillon unter Major Victor Franke auf deren Ostflanke konzentrierte und sich das III. Feldbataillon unter Major Ritter der Westflanke widmete. So sollten die Südafrikaner und Briten durch einen konzentrischen Angriff in eine Kesselschlacht gezwungen werden.
Der südafrikanisch-britische Verband, bestehend aus 135 Offizieren, 2463 Soldaten, 522 Einheimischen und 4347 Tieren, erreichte derweil nach einem langen Marsch durch sehr trockenes Gebiet die Quellen von Sandfontein, so dass die Soldaten erschöpft waren und die meisten Tiere nahe an einem Zusammenbruch durch Dehydratation standen. Deshalb kam es zu einer Vernachlässigung von Sicherheitsmaßnahmen und die Anhöhen der Umgebung, wo die Schutztruppe bereit lag, wurden nicht weiter überprüft, bevor man sich zur offensichtlich frei zugänglichen Wasserstelle begab.
Der Befehlshaber der südafrikanisch-britischen Truppen, General Sir Henry Lukin, hatte zwar damit gerechnet, dass die deutsche Schutztruppe ihm die Quellen von Sandfontein nicht ohne Gegenwehr überlassen würde. Dennoch ließ er aber keine besonderen Sicherheitsmaßnahmen in die Wege leiten.
Die Schutztruppe war den Südafrikanern mit rund 1700 Soldaten zahlenmäßig deutlich unterlegen, verfügte aber über vier Maschinengewehre und zehn Geschütze.
Nachdem sich die südafrikanisch-britischen Truppen hinreichend mit Wasser versorgt hatten, wurde eine Patrouille zur Erkundung der näheren Umgebung entsandt, welche bald mit hohen Verlusten und unter ständigem Beschuss nach Sandfontein zurückkehrte. Unter dem Feuerschutz schwerer Maschinengewehre arbeitete sich die Schutztruppe derweil relativ schnell bis unmittelbar zur Wasserstelle von Sandfontein vor.
Infolgedessen übernahm bei den Südafrikanern und Briten Oberst Grant den Oberbefehl von General Lukin aufgrund von dessen grob fahrlässigem Verhalten bezüglich der vorausgegangenen, ungesicherten Inanspruchnahme der Wasserstelle. Im Angesicht der Lage gelang Grant nach zwölfstündigem Kampf um die Wasserstelle zunächst der Rückzug zum Kopje Mountain. Die Schutztruppe nahm die Wasserstelle nach dem Rückzug der Südafrikaner und Briten ohne nennenswerten Widerstand ein.
Aufgrund des anhaltenden deutschen Maschinengewehrfeuers erwies sich die Bewegungsfreiheit der Südafrikaner und Briten am Kopje Mountain aber als enorm eingeschränkt. Eines der deutschen Maschinengewehrnester erwies sich dabei als sehr gut positioniert und fügte den Südafrikanern und Briten sehr hohe Verluste zu.
Außerdem hatte die Schutztruppe alle dem Feind nützlichen Telegraphen- und Telefonleitungen gekappt, sodass die nunmehr eingekesselten Südafrikaner und Briten keine Möglichkeit mehr hatten, Verstärkung zu rufen. Darüber hinaus erwies sich die von den Südafrikanern und Briten mitgeführte Artillerie gegenüber den deutschen Geschützen als unterlegen. Sie wurde jedoch durch häufige Stellungswechsel sehr effektiv eingesetzt, konnte zunächst einige wichtige Treffer erzielen und erwiderte das Feuer viel stärker als von deutscher Seite erwartet. Letztendlich wurde sie aber von der deutschen Artillerie ausgeschaltet.
Die Schutztruppe rückte nach der Ausschaltung der feindlichen Artillerie bis etwa einen Kilometer an die südafrikanisch-britischen Stellungen am Kopje Mountain heran und begann damit, die Südafrikaner und Briten mit Granaten zu beschießen, während das von deutscher Seite ausgehende Maschinengewehrfeuer weiter anhielt. Unter diesen Umständen waren die Truppen der südafrikanisch-britischen Koalition bald weitestgehend unfähig, das Feuer auf effektive Art und Weise zu erwidern. Nach einem etwa 30-minütigen Granatenbeschuss zeigten sie die weiße Flagge und ergaben sich der Schutztruppe.

## Folgen
Die deutsche Schutztruppe erzielte in der Schlacht bei Sandfontein einen beachtlichen militärischen Erfolg und konnte drei südafrikanische Schwadronen vollständig zerschlagen. Außerdem gerieten durch einen Zufall die südafrikanisch-britischen Operationspläne in deutsche Hand, als der Reiter Gotthard drei Offizierspferde erbeutete, deren Satteltaschen mit sämtlichen Plänen und jeder Menge an kartographischem Material vollgepackt waren.
Die südafrikanisch-britische Koalition erlitt sehr schwere Verluste und hatte laut britischen Berichten 50 Tote und 100 Verwundete zu beklagen. Die deutsche Schutztruppe hingegen verlor im Zuge der Schlacht lediglich 14 Mann, darunter zwei Offiziere. Jedoch war Major Emil von Rappard unter den Toten. Außerdem konnte sie 14 Offiziere und rund 240 Soldaten gefangen nehmen, darunter den im Verlauf der Schlacht verwundeten Befehlshaber Oberst Grant. Darüber hinaus erbeutete sie infolge der Schlacht zwei Geschütze sowie mehrere Maschinengewehre mit Munition, Transportfahrzeuge und zahlreiche Pferde.
Trotz des deutlichen deutschen Sieges bei Sandfontein verschärfte sich der Krieg in Südwestafrika in der Folge zusehends und es kam zu vielen kleinen Scharmützeln im südlichen Deutsch-Südwestafrika.

## Sonstiges
Der zur Zeit der Schlacht bei Sandfontein federführende Befehlshaber der Schutztruppe von Deutsch-Südwestafrika, Oberstleutnant Joachim von Heydebreck, verschickte nach der Schlacht eine Protestnote an die südafrikanische Regierung, in welcher er sich darüber beschwerte, dass Südafrika farbige Soldaten gegen die Schutztruppe einsetzte und dies als ein „Verbrechen an der weißen Rasse“ bezeichnete.